# Aktinolith
Das Mineral Aktinolith (Strahlstein) ist ein häufig vorkommendes und bekanntes gesteinsbildendes Kettensilikat aus der Gruppe der Calcium-Amphibole mit der chemischen Zusammensetzung Ca2(Mg,Fe)5[OH|Si4O11]2.
Aktinolith kristallisiert im monoklinen Kristallsystem und entwickelt meist durchsichtige bis durchscheinende Kristalle von bis zu 15 cm Länge mit säuligem bis nadeligem Habitus, kommt aber auch in Form radialstrahliger, faseriger, körniger und massiger Mineral-Aggregate vor. Auch Pseudomorphosen nach Pyroxen sind bekannt.
Das Mineral ist von hellgrüner bis fast schwarzer, selten auch weißer, grauer oder rosa Farbe, hinterlässt aber auf der Strichtafel stets einen weißen Strich. Die Flächen sichtbarer Kristalle weisen einen glasähnlichen Glanz auf. Bei faseriger oder massig-derber Ausbildung ist Aktinolith dagegen matt, kann aber auf polierten Flächen einen wogenden Seidenglanz annehmen.
Mit einer Mohshärte von etwa 5 bis 6 gehört Aktinolith zu den mittelharten Mineralen, die sich mit einem Messer oder mit einer Stahlfeile ritzen lassen.
Aktinolith ist das Mischglied der Tremolit-Aktinolith-Ferro-Aktinolith-Mischreihe mit variabel austauschbaren Magnesium-Ionen (Tremolit) und Eisen-Ionen (Ferro-Aktinolith).

## Etymologie und Geschichte

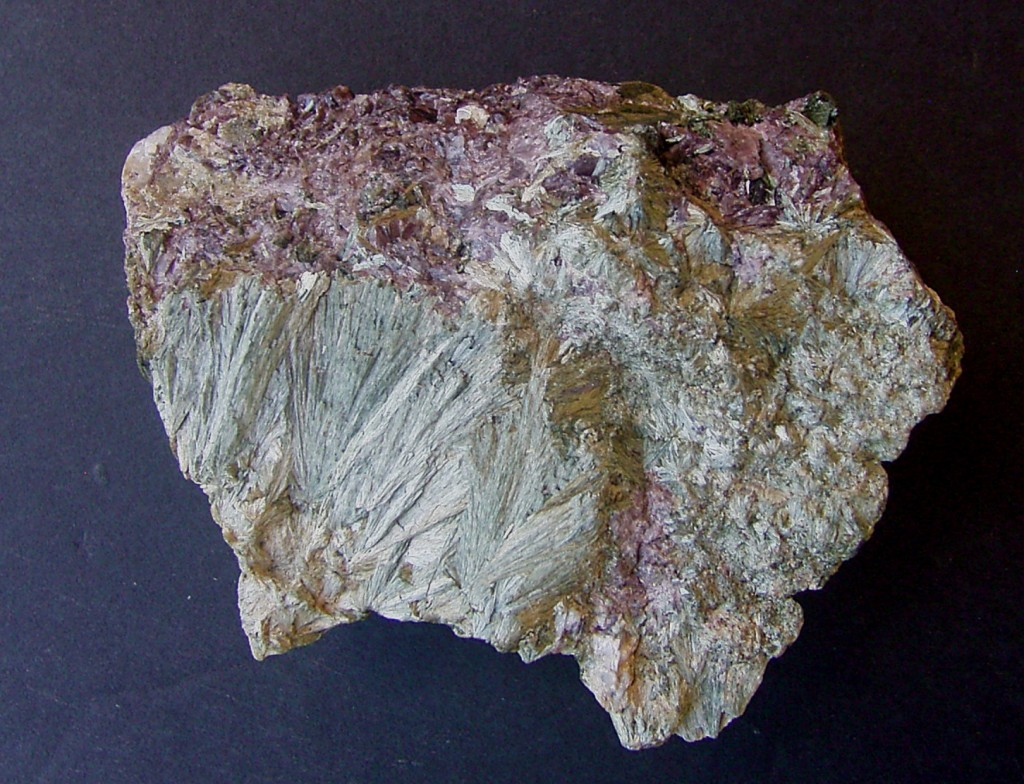
Grüner, radialstrahliger Aktinolith und Axinit-(Fe) aus der Colebrook Hill Mine, Colebrook Hill, Rosebery, Tasmanien, Australien

Der Name Aktinolith ist ein Kunstwort, das sich aus zwei griechischen Wörtern zusammensetzt: ἀκτίς aktís, deutsch ‚Strahl, Glanz‘ und λίθος líthos, deutsch ‚Stein‘. Der Name nimmt Bezug auf das oftmals faserige oder radialstrahlige Auftreten des Minerals.
Erstmals wissenschaftlich beschrieben wurde das Mineral 1794 von Richard Kirwan.

## Klassifikation
Bereits in der veralteten 8. Auflage der Mineralsystematik nach Strunz gehörte der Aktinolith zur Mineralklasse der „Silikate und Germanate“ und dort zur Abteilung der „Kettensilikate und Bandsilikate (Inosilikate)“, wo er als Namensgeber die „Aktinolith-Reihe“ mit der System-Nr. VIII/D.05b und den weiteren Mitgliedern Ferro-Aktinolith und Tremolit bildete.
Im Lapis-Mineralienverzeichnis nach Stefan Weiß, das sich im Aufbau noch nach dieser alten Form der Systematik von Karl Hugo Strunz richtet, erhielt das Mineral die System- und Mineral-Nr. VIII/F.10-020. In der „Lapis-Systematik“ entspricht dies ebenfalls der Abteilung „Kettensilikate und Bandsilikate“ (mit Zweierbändern [Si4O11]6−), wo Aktinolith zusammen mit Chromio-Pargasit, Edenit, Ferri-Kaersutit, Ferro-Aktinolith, Ferro-Edenit, Ferro-Ferri-Hornblende, Ferro-Hornblende, Ferro-Kaersutit, Ferro-Pargasit, Ferro-Tschermakit, Fluoro-Cannilloit, Fluoro-Edenit, Fluoro-Pargasit, Fluoro-Tremolit, Hastingsit, Kaersutit, Kalium-Chloro-Hastingsit, Kalium-Chloro-Pargasit, Kalium-Ferro-Ferri-Sadanagait, Kalium-Ferro-Pargasit, Kalium-Fluoro-Hastingsit, Kalium-Fluoro-Pargasit, Kalium-Hastingsit, Kalium-Magnesio-Hastingsit, Kalium-Pargasit, Kalium-Sadanagait, Magnesio-Ferri-Fluoro-Hornblende, Magnesio-Fluoro-Hastingsit, Magnesio-Hastingsit, Magnesio-Hornblende, Oxo-Magnesio-Hastingsit, Pargasit, Parvo-Manganotremolit, Sadanagait, Tremolit und Tschermakit die Gruppe der „Ca2-Amphibole“ bildet.
Auch die von der International Mineralogical Association (IMA) zuletzt 2009 aktualisierte 9. Auflage der Strunz’schen Mineralsystematik ordnet den Aktinolith in die Abteilung der „Ketten- und Bandsilikate (Inosilikate)“ ein. Diese ist allerdings weiter unterteilt nach der Struktur der Kettenbildung und nach der Zugehörigkeit zu größeren Mineralfamilien, so dass das Mineral entsprechend seinem Aufbau und seiner Zusammensetzung in der Unterabteilung der „Ketten- und Bandsilikate mit 2-periodischen Doppelketten, Si4O11; Amphibol-Familie, Klinoamphibole“ zu finden ist, wo es zusammen mit Aktinolith, Kalium-Chloro-Hastingsit, Edenit, Klino-Ferro-Ferri-Holmquistit, Ferro-Aktinolith, Ferro-Edenit, Ferro-Hornblende, Ferro-Pargasit, Ferro-Tschermakit, Fluoro-Cannilloit, Fluoro-Edenit, Magnesio-Fluoro-Hastingsit, Fluoro-Pargasit, Hastingsit, Joesmithit, Kaersutit, Kalium-Chloro-Pargasit, Kalium-Ferro-Ferri-Sadanagait, Kalium-Ferro-Pargasit, Kalium-Fluoro-Hastingsit, Kalium-Hastingsit, Kalium-Magnesio-Hastingsit, Kalium-Pargasit, Kalium-Sadanagait, Magnesio-Hastingsit, Magnesio-Hornblende, Pargasit, Sadanagait, Tremolit, Tschermakit die „Ca-Klinoamphibole, Tremolitgruppe“ mit der System-Nr. 9.DE.10 bildet.
Die vorwiegend im englischen Sprachraum gebräuchliche Systematik der Minerale nach Dana ordnet den Aktinolith ebenfalls in die Klasse der „Silikate und Germanate“, dort allerdings in die bereits feiner unterteilte Abteilung der „Kettensilikate: Doppelte unverzweigte Ketten, W=2“. Hier ist er in der „Gruppe 2, Calcium-Amphibole“ mit der System-Nr. 66.01.03a innerhalb der Unterabteilung der „Kettensilikate: Doppelte unverzweigte Ketten, W=2 Amphibol-Konfiguration“ zu finden.

## Kristallstruktur
Aktinolith kristallisiert monoklin in der Raumgruppe C2/m (Raumgruppen-Nr. 12) mit den Gitterparametern a = 9,89 Å; b = 18,20 Å; c = 5,31 Å und β = 104,6° sowie 2 Formeleinheiten pro Elementarzelle.

## Varietäten und Modifikationen

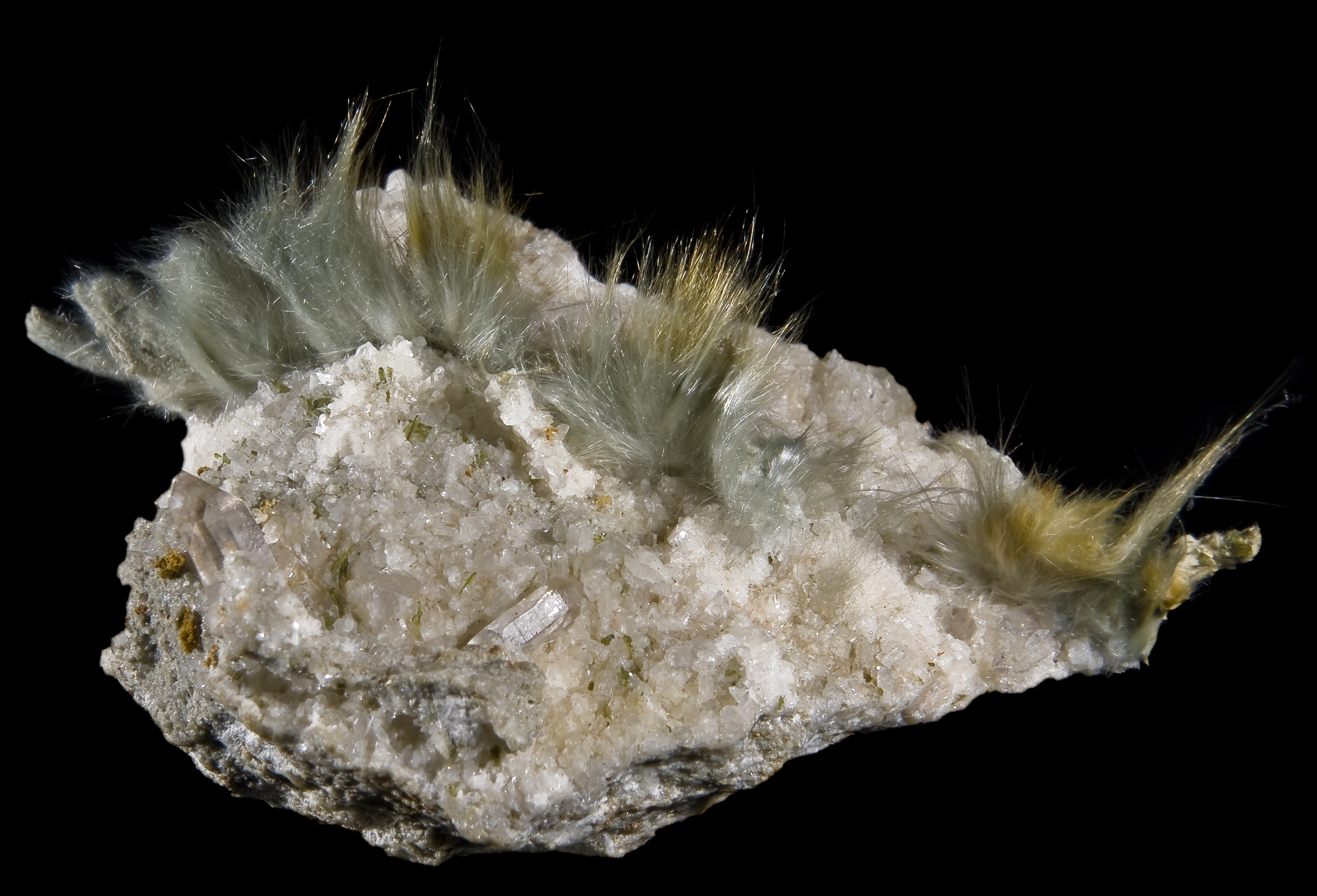
Hellgrüner Byssolith

Zurzeit sind drei Varietäten des Aktinoliths bekannt:
- Amiant (auch Aktinolithasbest[8] oder Byssolith[4]) – hell- bis dunkelgrüne (manchmal auch blaugrüne), feinhaarige, langnadelige Kristalle oder feinfaserige Aggregate, die oft wie Fasermatten aussehen. Amiant kommt häufig, in einer sogenannten Paragenese, neben Epidot vor.
- Bergleder – flächig, ledriges Aussehen
- Smaragdid oder Smaragdit – smaragdgrüne Farbe durch Beimengungen von Chrom.

Der Nephrit ist dagegen ein Mischkristall aus Aktinolith und Tremolit.

## Bildung und Fundorte

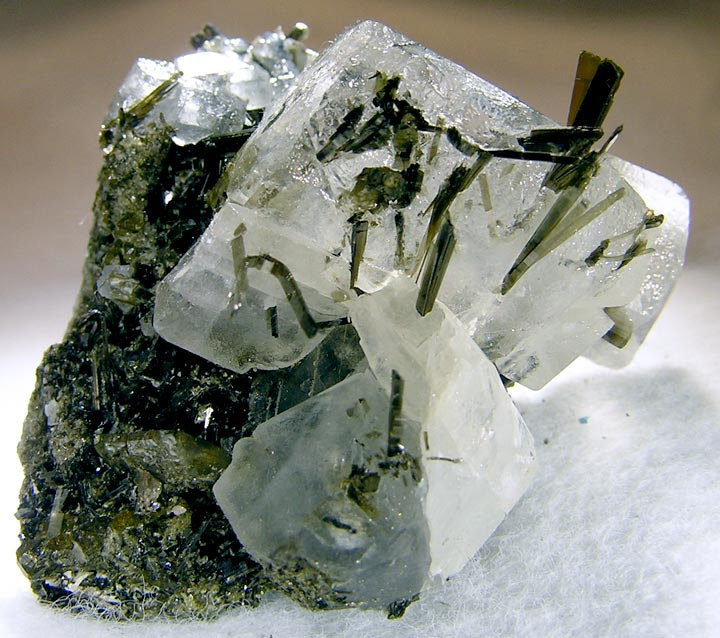
Aktinolith und Calcit aus dem Shigartal, Skardu, Pakistan

Aktinolith bildet sich in metamorphen Gesteinen wie Amphibolit und Schiefer. Begleitminerale sind unter anderem Albit, Anthophyllit, Calcit, Chlorite, Dolomit, Epidot, Glaukophan, Lawsonit, Pumpellyit und Talk.
Als häufige Mineralbildung ist Aktinolith an vielen Fundorten anzutreffen, wobei weltweit bisher über 3400 Fundorte (Stand: 2017) bekannt sind. In Deutschland fand sich das Mineral unter anderem im Schwarzwald in Baden-Württemberg; im Frankenland und in Niederbayern; im hessischen Odenwald; im niedersächsischen Harz; bei Hildfeld in Nordrhein-Westfalen; an mehreren Orten der Eifel in Rheinland-Pfalz; bei Treseburg in Sachsen-Anhalt; bei Chemnitz, im Erzgebirge und bei Zwickau in Sachsen sowie bei Brunsbüttel, Schönberg und Plön in Schleswig-Holstein.
In Österreich tritt das Mineral vor allem in Kärnten, Niederösterreich, Salzburg, der Steiermark und Tirol auf und in der Schweiz wurde Aktinolith bisher im Berner Haslital sowie an mehreren Orten der Kantone Graubünden, Tessin, Uri und Wallis gefunden.
Weitere Fundorte sind Ägypten, die Antarktis, Argentinien, Armenien, Aserbaidschan, Äthiopien, Australien, Bangladesch, Belgien, Bolivien, Brasilien, Bulgarien, Chile, China, Costa Rica, Ecuador, Finnland, Frankreich, Griechenland, Grönland, Guatemala, Guyana, Indien, Indonesien, Iran, Irland, Italien, Jamaika, Japan, Kamerun, Kanada, Kasachstan, Kenia, Kolumbien, Nord- und Südkorea, Kosovo, Kirgisistan, Kuba, Madagaskar, Malaysia, Mali, Marokko, Mauretanien, Mazedonien, Mexiko, Mongolei, Namibia, Nepal, Neukaledonien, Neuseeland, Norwegen, Pakistan, Papua-Neuguinea, Peru, Philippinen, Polen, Portugal, Puerto Rico, Ruanda, Rumänien, Russland, die Salomonen, Sambia, Saudi-Arabien, Schweden, Simbabwe, Slowakei, Spanien, Südafrika, Sudan, Taiwan, Thailand, Tschechien, Türkei, Uganda, Ukraine, Ungarn, Usbekistan, Venezuela, das Vereinigte Königreich (Großbritannien) und die Vereinigten Staaten von Amerika (USA).
Auch in Gesteinsproben des Mittelatlantischen Rückens und des Zentralindischen Rückens konnte Aktinolith nachgewiesen werden.

## Verwendung

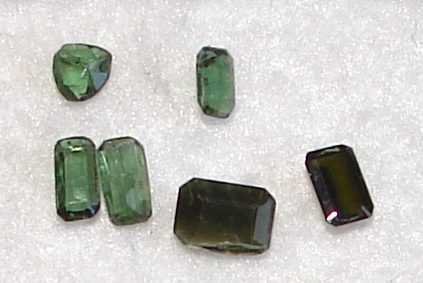
Durchsichtige Aktinolithkristalle in verschiedenen Facettenschliffen

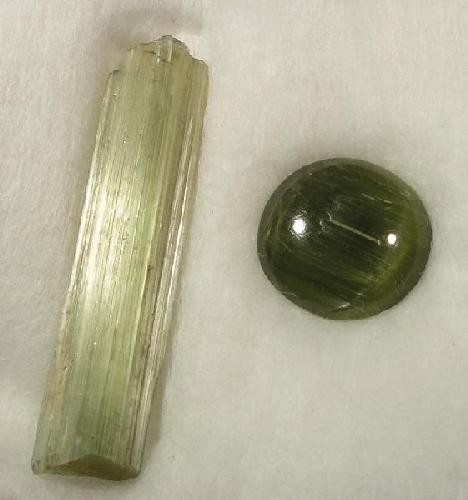
Faseriger Aktinolith als Rohstein und im Cabochon-Schliff mit Seidenglanz

Aktinolith und Byssolith wurden vor allem als Asbest genutzt. In der traditionellen chinesischen Medizin wird der Stein gegen Impotenz eingesetzt.
Gelegentlich wird Aktinolith auch für Sammler zu Schmucksteinen geschliffen. Klare Varietäten erhalten dabei eher einen Facettenschliff, trübe und vor allem faserige Varietäten dagegen einen Cabochon-Schliff, wodurch neben dem seidigen Glanz auch der optische Effekt der Chatoyance (Katzenaugeneffekt) auftreten kann.
Als Asbestmineral gehört Aktinolith (CAS-Nummer 77536-66-4) zu den gefährlichen Stoffen, deren Herstellung, Inverkehrbringen oder Verwendung in der EU nach Anhang XVII der REACH-Verordnung beschränkt beziehungsweise verboten ist.